# Districtul Washington, comitatul Indiana, Pennsylvania
Districtul civil Washington, comitatul Indiana, Pennsylvania (în original Washington Township, Indiana County, Pennsylvania) este unul din cele douăzeci și patru de districte civile (în original township) din comitatul Indiana, statul Pennsylvania]], Statele Unite ale Americii. Populația sa fusese de 1.805 locuitori la data efectuării Census 2000.

## Istoric
Podurile acoperite Harmon și Trusal au fost incluse pe lista Monumentelor Naționale în 1979.

## Districte topografice și districte civile
Utilizarea termenului de district topografic este făcută în sensul inițial topografic, un pătrat cu latura de exact 6 mile (circa 9.654 metri) și suprafața de exact 36 de mi2 (aproximativ 93,1997 km2).
În cazul anumitelor state, spre exemplu Iowa, majoritatea covârșitoare a districtelor civile ale statului Iowa au forma, latura și suprafața extrem de apropiate de forma și valorile districtelor topografice standard practicate atât în Canada cât și în Statele Unite ale Americii. În cazul statului Pennsylvania, există fluctuații mai mici sau mai mari de la forma și valoarea standard a districtelor topografice.

## Geografie
Conform datelor recensământului din 2000, Washington Township acoperă o suprafață de circa 99,128 km2 (sau 38.29 mi2).

## Demografie
Conform datelor înregistrate de United States Census Bureau, Biroul de recensăminte al Statelor Unite ale Americii,  populația districtului fusese de 1.805 de locuitori la data efectuării recensământului din anul 2000.